# 카를로스 4세의 가족
《카를로스 4세의 가족》(La familia de Carlos IV)은 프란시스코 고야가 1800년에 제작을 시작하여 1801년에 완성한 그림이다. 프라도 미술관 소장. 이 작품은 스페인의 국왕 카를로스 4세의 일가를 그리는 커다란 영예를 안고 그려져 근엄성을 필요로 하는 작품이면서도 고야는 훈장에서부터 의상까지 세부를 빛에 용해시켜, 다만 그 빛나는 자체만이 총체적으로, 색과 빛의 마술을 그려 내는 듯한 아름다움을 낳았다.
인상(人像)은 눈만을 인상적으로 빛나게 하고 있으며 가정과 국사(國事)에서 위세를 떨친 황후가 화면에서도 중심적 존재가 되고, 소년이 사랑스럽게 청순미를 보이고 있다. 그러나 오늘을 의례(儀禮)의 날로서 정장(正裝)한 일가에 대한 화가의 관찰은 날카로움을 넘어 사람의 내면적 성격이나 그 약점까지 파헤치고 있다. 의지가 좌절된 국왕으로부터, 반대로 권력을 쥔 황후의 의지적인 강한 눈, 기울고 붕괴되어 가는 운명에 아무런 저항의 힘도 보이지 않는 왕족의 연약성이 모두의 얼굴에 역력히 나타나 있어, 그 묘사는 자칫 가혹하리만큼 날카롭다.

## 참고 문헌
- 이 문서에는 다음커뮤니케이션(현 카카오)에서 GFDL 또는 CC-SA 라이선스로 배포한 글로벌 세계대백과사전의 내용을 기초로 작성된 글이 포함되어 있습니다.